# Nord Stream

Localização dos gasodutos Nord Stream 1 e 2 no Mar Báltico.

Nord Stream  (expressão com uma palavra alemã e outra inglesa para "Fluxo Norte"; Russo: Северный поток, Severny potok) é uma série de gasodutos para transporte de gás natural através do Mar Báltico. Da Alemanha, grande parte do gás é redistribuído para outros países da Europa.
A DW reportou em fevereiro de 2022 que "as duas instalações enviariam 110 bilhões de metros cúbicos de gás natural anualmente à Alemanha".
Atualmente existem 2 gasodutos:
- Nord Stream 1;
- Nord Stream 2.